# 事务NTFS
事务 NTFS（TxF）是一项在 Windows Vista 中引入的组件，后续版本的 Microsoft Windows 操作系统中也存在。它将原子事务的概念引入了 NTFS 文件系统，使得 Windows 应用程序开发人员可以编写文件输出例程，这些例程要么完全成功，要么完全失败，从而确保数据的完整性和一致性。
由于其复杂性和开发人员在应用程序开发中需要考虑的各种细微差别，Microsoft 已经弃用了 TxF，并表示它可能会在未来的 Windows 版本中被移除。因此，开发人员被强烈建议研究使用替代方法，而不是采用可能在未来版本的 Windows 中不可用的事务 NTFS API 平台。

## 概述
事务 NTFS (TxF) 允许在事务中对 NTFS 文件系统卷执行文件操作。它通过跨故障保护数据完整性来提高应用程序可靠性，并通过大幅减少错误处理代码量来简化应用程序开发。TxF 使用内核事务管理器提供的事务框架 (KTM)。这样，TxF 文件操作就可以成为涉及其他数据源（例如 SQL Server 和事务处理注册表）的事务的一部分。

## 功能
- 原子操作：TxF 允许对单个文件执行原子操作。例如，保存文件时，如果应用程序或计算机在写入文件时崩溃，那么只有部分文件可能会被写入，可能导致文件损坏。这对于覆盖先前版本的文件的情况来说是一个非常严重的问题，因为数据可能会丢失。
- 跨多个文件的原子操作：如果应用程序需要一次性更新多个文件的一组更改，可以将所有必要的文件操作作为单个事务执行，以防止在发生故障时出现不一致的更新。
- 跨多台计算机的原子操作：在企业网络中，同时在多台计算机上执行相同的操作是一项相当常见的管理任务；TxF 与分布式事务协调器集成，以确保更改成功应用于所有计算机。